# Жан-Клод Ріссе
Жан-Клод Ріссе (фр. Jean-Claude Risset; 13 березня 1938, Ле-Пюї-ан-Веле — 21 листопада 2016, Марсель) — французький акустик і композитор.

## Біографія
Отримав музичну освіту: по класу фортепіано у Робера Тримайя і Югетти Гуллон; по композиції в Андре Жоліве і Сюзанни Демарке. Три роки працював у Лабораторії Белл разом з Максом Метьюзом. Займався розробкою музичних форм комп'ютерного звукового синтезу. У теперішній час обіймає посаду директора по науковій роботі в Національному центрі наукових дослідів. Займається комп'ютерною музикою в Марселі.
Музична спадщина: «Прелюд» для оркестру (1963);«Діалоги» для чотирьох інструментів і плівки* (1975);«Музика для Малюка» для голосу, інструментів і плівки* (1968);«Мутації I» для плівки* (1969);«Ньютонові Моменти» для семи інструментів і плівки* (1977); «Сни» для плівки* (1979); «Пригоди Ліній» для ансамблю електронних інструментів і плівки* (1981); «Пассажі» для флейти і плівки* (1982); «Друге Лице» для сопрано і плівки (1983); «Профілі» для шести інструментів і плівки*; «Фільтри» для двох фортепіано (1984);